# Damulog
Damulog  ist eine Großraumgemeinde in der Provinz Bukidnon auf der Insel Mindanao in den Philippinen. Sie hat 30.302 Einwohner (Zensus 1. August 2015), die in 17 Barangays leben. Sie gehört zur vierten Einkommensklasse der Gemeinden auf den Philippinen und wird als partiell urbanisiert beschrieben. Sie wurde im Januar 1972 mit Inkrafttreten des Republic of the Philippines Act 6369 eine unabhängige Verwaltungseinheit einer Municipality.
Ihre Nachbargemeinden sind Kibawe im Norden, Kadingilan im Westen und Carmen in der Provinz Cotabato im Süden. Die Gemeinde liegt ca. 85 km südöstlich von der Provinzkapitale Malaybalay City, ca. 178 km südlich der Regionalkapitale Cagayan de Oro. Die Topographie der Gemeinde wird als sanfthügeliges Flachland beschrieben. Der Name Damulog leitet sich aus dem Wort Ramulog ab, welches in der Sprache der Manobo ein Bad nehmen bedeutet. 
Die Minlaya Falls liegen im Sitio Minlaya, Poblacion, haben eine Fallhöhe von ca. 20 Meter und einen Wasserpool von ca. 5 Metern Tiefe. Der sehr markante Mount Pigtayuan ragt ca. 80 Meter aus der Ebene heraus, seine Flanken weisen eine Steigung von 30 bis 50 Prozent auf. Im Gebiet der Gemeinde liegen zahlreiche Quellen mit kleinen Seen wie die Malingling-Quelle im Barangay Old Damulog, die Lagasan- und Kapiling-Quelle im Barangay New Compostela und die Pangantapan-Quelle im Barangay Migcawayan. 

## Barangays
| - Aludas - Angga-an - Tangkulan (Jose Rizal) - Kinapat - Kiraon - Kitingting | - Lagandang - Macapari - Maican - Migcawayan - New Compostela - Old Damulog | - Omonay - Poblacion (New Damulog) - Pocopoco - Sampagar - San Isidro |